# Kloostercel

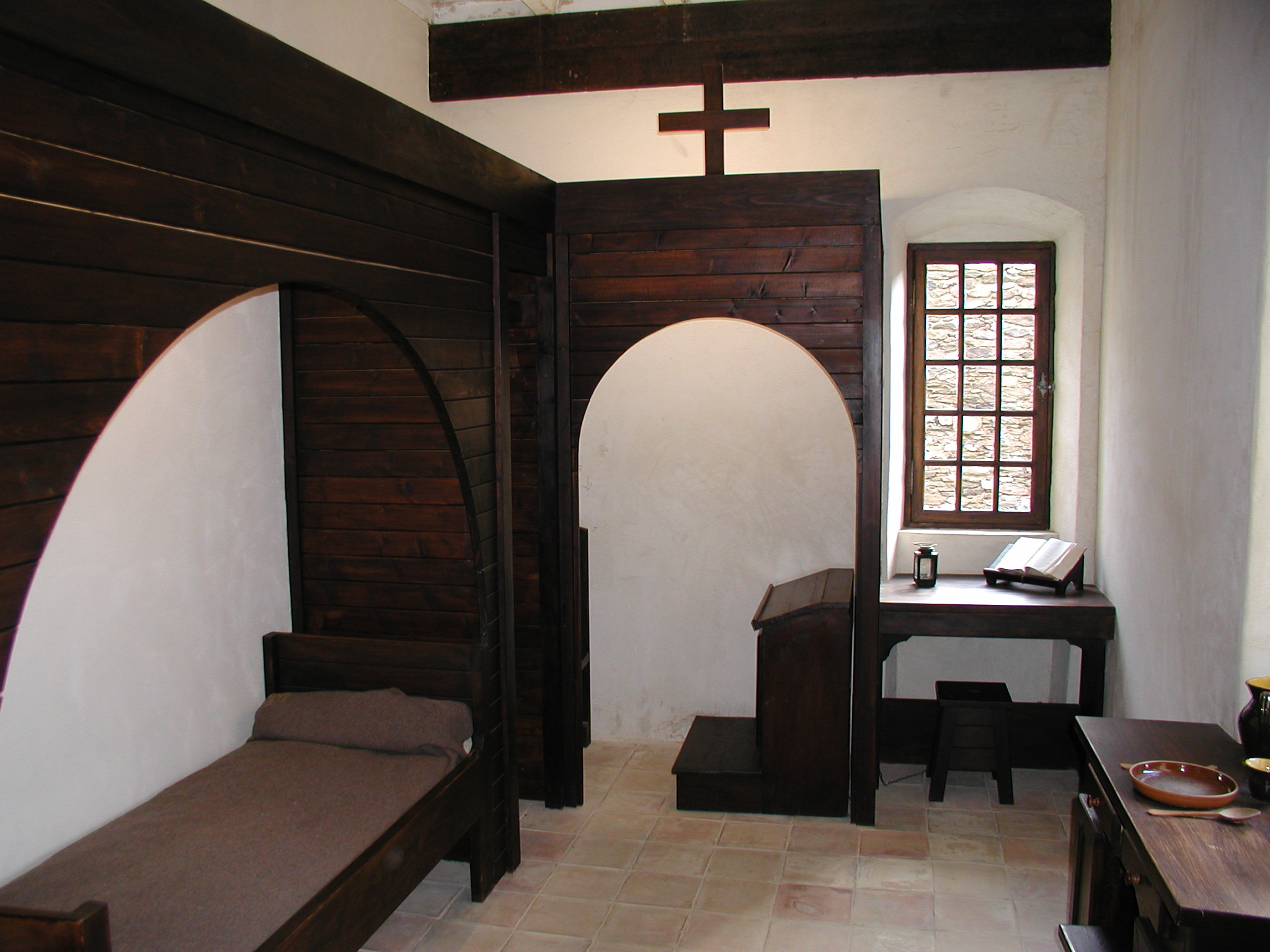
Kloostercel in het Chartreuse de la Verne.

Een monnikscel of kloostercel (cella in het Latijn) is de kleine individuele behuizing van een monnik of moniaal.
Het woord komt van het Latijn (cella = bergplaats, voorraadkamer) en het wordt gebruikt in aansluiting aan het antieke gebruik van het woord cella, namelijk het door muren omsloten centrale deel van een tempel, waar zich gewoonlijk het beeld van de godheid bevond.
bracium/brouwerij · cantharus/bron · cellae/kloostercellen · cellarium/kelder · clausuur · claustrum/kloostergang · dormitorium/slaapzaal · hospitium/gastenverblijf · infirmarium/ziekenvertrek · kapittelzaal · monasterium/kloosterkerk · pandhof · parlatorium · pistrinum/bakkerij · refectorium/refter · sacristie · scriptorium · kloostertuin